# 高横須賀村
高横須賀村（たかよこすかむら）は、かつて愛知県知多郡にあった村。
現在の東海市南部（高横須賀町など）である。

## 歴史
現在の東海市高横須賀町及び横須賀町は、江戸期を通じ年貢の徴収等の管理上、知多郡横須賀村としてひとつとされていた。
なお、人家が集まっている地域としては、高横須賀（現・高横須賀町）と横須賀町方（現・横須賀町）は区分されていた。
- 1876年（明治9年） - 地租改正に伴い、藪村（現・東海市養父町）と合併し、龍岡村となる。同年、横須賀村に改称。
- 1882年（明治15年） - 横須賀村から旧・高横須賀の地域が、高横須賀村として分立する。
- 1889年（明治22年）10月1日 - 町村制により、高横須賀村が発足。高横須賀村役場設置。
- 1906年（明治39年）5月1日 - 横須賀町、加木屋村、養父村、大田村と合併し、横須賀町発足。同日高横須賀村は廃止。